# ژانگ هونگبو
ژانگ هونگبو (انگلیسی: Zhang Hongbo؛ زادهٔ ۶ ژوئن ۱۹۸۰) بازیکن بیسبال اهل چین بود. در بازی‌های المپیک تابستانی ۲۰۰۸ شرکت کرده‌است.